# Бринкли, Дэвид
Дэвид МакКлюр Бринкли (10 июля 1920 — 11 июня 2003) — американский диктор каналов NBC и ABC, чья карьера пришлась на период с 1943 по 1997 год.

## Биография
С 1956 по 1970 год он был ведущим самой высокорейтинговой ночной программы канала NBC, The Huntley–Brinkley Report, которую вёл совместно с Четом Хантли, а затем выступал в качестве соавтор или комментатора её преемника, NBC Nightly News, в 1970-е годы. В 1980-х и 1990-х годах Бринкли был ведущим популярной воскресной программы «This Week with David Brinkley» и ведущим комментатором предвыборных ночных новостей для ABC News. В течение своей карьеры Бринкли получил десять премий Эмми, три премии Пибоди и был награждён Президентской медалью Свободы. 
Он написал три книги, в том числе раскритикованный бестселлер 1988 года «Washington Goes to War» о том, как Вторая мировая война изменила столицу страны. Эта социальная история во многом основывалась на его собственных наблюдениях в качестве молодого репортёра в этом городе. 